# Szapieńkowo
Szapieńkowo (ros. Шапеньково) – wieś w Rosji, w Buriacji, w rejonie barguzińskim. W 2021 liczyła 131 mieszkańców.